# Migueláñez
Migueláñez er en by og kommune i det centrale Spanien i provinsen Segovia. Den har et indbyggertal på 138 (2024) indbyggere.